# Aididae
Aididae es una familia de lepidópteros de la superfamilia Zygaenoidea.

## Géneros
- Aedos	Agassiz
- Aidos	Hübner
- Brachycodilla	Dyar
- Brachycodion	Dyar
- Xenarchus	Herrich-Schäffer